# O País (Portugal)

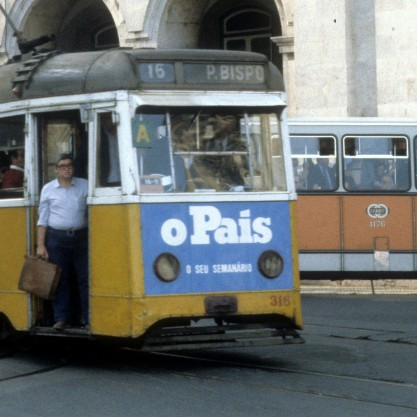
Publicidade a’O País num elétrico de Lisboa, em outubro de 1982.

O País foi um jornal semanal, publicado em Portugal entre 9 de janeiro de 1976 e 19 de julho de 1984. O seu diretor foi José Vacondeus. Números especiais anuais publicaram-se entre 1985 e 2007, com exceção de 1986, 1987, 1989, 1997, 1999, 2001, 2004, e 2006.